# Pródromos Katsantónis
Pródromos Katsantónis (en grec moderne : Πρόδρομος Κατσαντώνης), né le 20 octobre 1975, est un ancien athlète chypriote, spécialiste du sprint.
Avant de se spécialiser sur le sprint court, il se consacre au 110 m haies (en participant aux Championnats du monde junior à Séoul en 1992 et à ceux de Göteborg en 1995).
Lors des Championnats du monde 1997, il termine 5e en quart de finale avec 10 s 33 (meilleure place d'un Chypriote).
Il termine 7e  du 200 m des Championnats d'Europe 1998.
Pródromos Katsantónis est en en outre double médaillé de bronze aux Jeux méditerranéens de Bari, Italie, en 1997 sur le 200 m et le relais 4 X 100 m.

## Meilleurs temps
- 110 mètres haies - 13 s 92 (1995)
- 200 mètres - 20 s 37 (1998)
- 100 mètres - 10 s 19 (2003)